# Frederick Chapman Robbins
Frederick Chapman Robbins (25. kolovoza, 1916. – 4. kolovoza, 2003.) bio je američki pedijatar i virolog, koji je 1954.g. dobio Nobelovu nagradu za fiziologiju ili medicinu zajedno s John Franklin Endersom i Thomas Huckle Wellerom za otkriće mogućnosti virusa poliomijelitisa da raste u različitim tipovima kulture tkiva.

## Vanjske poveznice
- (engl.)Robbinsova biografija: http://nobelprize.org/medicine/laureates/1954/robbins-bio.html